# (6489) Golevka
(6489) Golevka ist ein erdnaher Asteroid (Planetoid) aus der Gruppe der Apollo-Asteroiden. Dies sind Himmelskörper, deren Bahnen die Erdbahn kreuzen können. Er zählt jedoch auch zu den Alinda-Asteroiden, die in 3:1-Bahnresonanz zu Jupiter und in 1:4-Resonanz zur Erde stehen.
Der Asteroid wurde am 10. Mai 1991 von Eleanor F. Helin am Mount-Palomar-Observatorium (IAU-Code 675) entdeckt. Der Name geht auf ein internationales Forschungsprojekt zurück und setzt sich aus den Namen der beteiligten Radioteleskope (Goldstone, Evpatoria, Kashima) zusammen. 
Golevka bewegt sich zwischen 0,9634 AU (Perihel) und 4,0078 AU (Aphel) auf einer stark exzentrischen Bahn in 3,94 Jahren um die Sonne. Die Bahnexzentrizität beträgt 0,6124, die Bahn ist um 2,2769° gegen die Ekliptik geneigt. Der Asteroid kann sich der Erde bis auf 0,034 AU – das ist die 13-fache Monddistanz – nähern.
Golevka wurde mittels Radarbeobachtungen genau untersucht. Es zeigte sich, dass der Asteroid 0,35 × 0,25 × 0,25 km Ausdehnung besitzt, scharfe Ecken, Kanten, Bruchstellen und Mulden aufweist. Golevka scheint ein massiver Felsbrocken zu sein, der das Überbleibsel einer Kollision darstellt. Der Asteroid rotiert in rund 6 Stunden um die eigene Achse.
Golevka war der erste Asteroid, bei dem der Jarkowski-Effekt nachgewiesen werden konnte. Dies ist eine Bahnabweichung, die durch den Strahlungsdruck aufgrund von Temperaturunterschieden verursacht wird.